# Pierre-Charles Peuf
Pierre-Charles Peuf (né le 27 avril 1979 à Clermont-Ferrand) est un athlète français, spécialiste du saut à la perche.

## Biographie
Il remporte les championnats de France 2005, à Angers, en franchissant une barre à 5,60 m devant Jean Galfione et Romain Mesnil. Son record personnel, établi en 2003 à Castres, est de 5,70 m.
En 2005, il se classe deuxième des Jeux méditerranéens et deuxième des Jeux de la Francophonie.
Il devient cadre technique auprès de la Fédération Française d'athlétisme en 2009, d'abord comme cadre technique régional (coordonnateur du pôle de saut à la perche et responsable de la formation des entraineurs) puis depuis 2017 comme cadre technique national (référent national des sauts et responsable des équipes de France U23).
Après 10 ans sans compétition, il devient champion du monde masters en août 2015 (+ de 35 ans) au saut à la perche avec un saut à 5m10.  
Il réalise encore 5 m 23 en 2017 lors du All Star Perche de Clermont-Ferrand (concours des légendes), meeting organisé par le recordman du monde de la discipline Renaud Lavillenie. Il devient recordman de France + de 40 ans avec 5,02m lors de l'édition 2020 du même meeting.
Il est actuellement Manager Avenir au sein de la cellule "Haute performance" auprès de Romain Barras et est chargé du projet et des suivis « Avenir 24/28/32 » et des équipes de France U18, U20 et U23 à la Direction technique nationale de la Fédération française d'athlétisme.

### Palmarès
- Championnats de France d'athlétisme :
  - vainqueur du saut à la perche en 2005

### Records
| Épreuve          | Performance | Lieu    | Date        |
| ---------------- | ----------- | ------- | ----------- |
| Saut à la perche | 5,70 m      | Castres | 6 août 2003 |